# Курбский, Михаил Михайлович

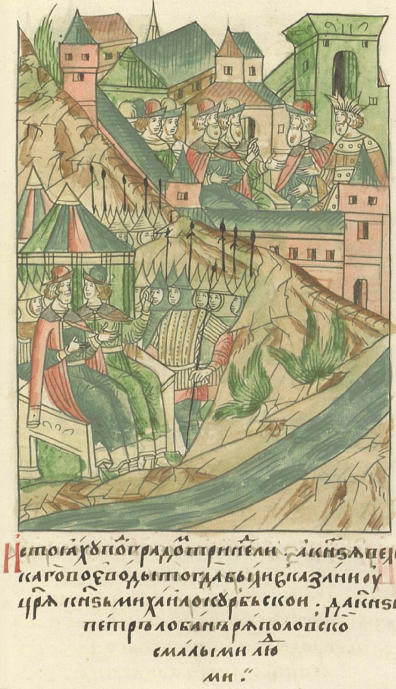
Князь на осаде Казани

Князь Михаи́л Миха́йлович Ку́рбский (ум. 1546) — голова, воевода и боярин на службе у московских князей Василия III и Ивана Грозного.
Из княжеского рода Курбских. Старший сын князя Михаила Фёдоровича Карамыша, отец князя Андрея, известного оппонента Ивана Грозного. Имел братьев, воевод, князей: Владимира и Фёдора Михайловичей.

## Служба у Василия III
В 1521 году голова в Серпухове. В 1526 году второй воевода войск правой руки в походе под Казань. В 1527 году на службе в Калуге, а в 1528 году — в Нижнем Новгороде. В 1530 году второй воевода войск правой руки судовой рати в походе под Казань.

## Служба у Ивана Грозного
В 1534 — первый воевода передового полка в Коломне. В 1535 году участвовал в Литовском походе, в октябре послан первым воеводою войск Передового полка в походе из Новгорода и Пскова, где придя от Опочки завоевал Полоцкие, Витебские и Бряславские места, Осиновец, Сенну и Латыгошеву, а затем сойдясь с московским войском, был в походе до самой Вильны, откуда возвратился к Полоцку, пошли к Лифляндскому рубежу, разоряя места. Возвратившись в марте 1536 года из Опочки в большими трофеями, назначен третьим воеводою войск левой руки в Коломне, откуда в связи с литовской угрозой назначен первым воеводою в Стародубе войск той же руки, и потом второй воевода Передового полка в Брянске и Почепе. В 1536 второй воевода в Муроме, за городом, а потом в Казанском походе до Долгова острова, второй воевода большого полка. В 1537 второй воевода полка левой руки на берегу Оки у Коломны, а затем в Муроме и по соединению муромских и мещерских воевод первый воевода Передового полка. В 1539 году второй воевода того же полка в Коломне. В 1540 году пожалован чином боярина. В 1541 году послан на судах вторым воеводой Большого полка в Казанский поход, и велено ему оставаться во Владимире за городом для обороны от казанских татар, где и пробыл весь 1542 год. При планировании похода на Нижний Новгород назначен вторым воеводой в большом полку во Владимире, в Муроме и в Коломне. В 1543 году первый воевода в Муроме. В 1544 году прибавочный воевода в Большом полку в Коломне. В 1545 воевода передового полка при походе из Новгорода в Литовскую землю.
Умер в 1546 году.

### Из письма Ивана Грозного
В своих ответах Андрею Курбскому, Иван Грозный обвинял Михаила Михайловича, в кознях против Василия III, совершаемых в сговоре с Дмитрием Внуком, написав: "....отец твой князь Михайло с великим князем Дмитрием Внуком на отца нашего, блаженной памяти великого государя Василия, многие пагубные смерти умышлял. Тако же и мать твоя, дед Василий и Иван Тучко многие поносные и укоризненные словеса деду нашему великому государю Ивану износили. Тако же и дед твой Михайло Тучков, на представлении матери нашей, великой царицы Елены, дьяку нашему Елизару Цыплятеву сногие надменные словеса изрече..., а отцу твоему князь Михайлу гонения зело много, да убожества: а измены такой, что ты не учинил".

## Семья
Был женат на Марии, дочери воеводы и боярина Михаила Васильевича Тучкова-Морозова.
Дети:
- Князь Курбский Андрей Михайлович (1528—1583) — воевода и боярин, в 1564 году бежал в Литву
- Князь Курбский Иван Михайлович (ум. после 1553) — воевода и наместник.
- Князь Курбский Роман Михайлович (ум. 1557)
- дочь, ставшая женой князя Михаила Фёдоровича Прозоровского.

## Критика
В родословных книгах имеются разногласия по поводу детей князя Михаила Михайловича:
- В родословной книге из собрания М.А. Оболенского, по родословной росписи поданной в 1682 году в Палату родословных дел показан единственный сын — князь Андрей Михайлович.
- В Бархатной книге записаны два сына — князья Андрей и Иван Михайловичи.
- В родословной книге М.Г. Спиридова показаны два сына — князья Андрей и Иван Михайловичи.
- В Русской родословной книге А.Б. Лобанова-Ростовского упомянуты три сына — Андрей, Иван и Роман Михайловичи.